# H. Clay Evans

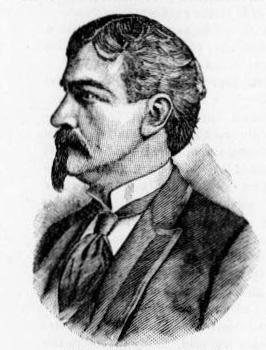
H. Clay Evans

Henry Clay Evans (* 18. Juni 1843 im Juniata County, Pennsylvania; † 12. Dezember 1921 in Chattanooga, Tennessee) war ein US-amerikanischer Politiker. Zwischen 1889 und 1891 vertrat er den Bundesstaat Tennessee im US-Repräsentantenhaus.

## Werdegang
Im Jahr 1844 zog Clay Evans mit seinen Eltern nach Platteville in Wisconsin, wo er später die öffentlichen Schulen besuchte. Danach absolvierte er noch Handelsschulen in Madison und Chicago. 1864 nahm er als Soldat des Unionsheeres am Bürgerkrieg teil. Ab 1870 war Evans in Chattanooga (Tennessee) ansässig, wo er Frachtwagen herstellte. Im Jahr 1881 wurde er dort zum Bürgermeister gewählt. Während seiner Zeit als Bürgermeister reformierte er das öffentliche Schulsystem dieser Stadt. Später wurde er dort auch Schulrat.
Politisch war Evans Mitglied der Republikanischen Partei. Bei den Kongresswahlen des Jahres 1888 wurde er im dritten Wahlbezirk von Tennessee in das US-Repräsentantenhaus in Washington, D.C. gewählt, wo er am 4. März 1889 die Nachfolge des Demokraten John R. Neal antrat. Da er bei den Wahlen des Jahres 1890 gegen Henry C. Snodgrass verlor, konnte er bis zum 3. März 1891 nur eine Legislaturperiode im Kongress absolvieren.
Zwischen 1891 und 1893 war Evans als First Assistant Postmaster General unmittelbarer Stellvertreter von Postminister John Wanamaker. Im Jahr 1894 scheiterte er ganz knapp bei den Gouverneurswahlen in Tennessee. Erst nach einer wiederholten Stimmenauszählung stand sein Gegenkandidat Peter Turney als Wahlsieger fest. Von 1897 bis 1902 war Evans Rentenbeauftragter. Danach fungierte er zwischen 1902 und 1905 als amerikanischer Konsul in der britischen Hauptstadt London. Im Jahr 1911 wurde Clay Evans in Chattanooga zum Gesundheits- und Bildungsbeauftragten ernannt. Er starb am 21. Dezember 1921 in dieser Stadt.